# Discografia de Jimi Hendrix
Jimi Hendrix (1942–1970) foi um guitarrista americano cuja carreira durou de 1962 a 1970.  Sua discografia inclui as gravações lançadas em vida. Antes de sua ascensão à fama, ele gravou 24 singles como guitarrista de apoio de artistas americanos de R&B, como The Isley Brothers e Little Richard.  Começando no final de 1966, ele gravou três álbuns de estúdio mais vendidos e 13 singles com o The Jimi Hendrix Experience. Um álbum de compilação Experience e metade de um álbum ao vivo gravado no Monterey Pop Festival também foram lançados antes de sua morte.  Após a dissolução do Experience em meados de 1969, músicas de suas apresentações ao vivo foram incluídas nos álbuns Woodstock: Music from the Original Soundtrack and More e Band of Gypsys.  Um single de estúdio com a Band of Gypsys também foi lançado. 
Os álbuns e singles de Hendrix com o Experience foram originalmente lançados pela Track Records no Reino Unido e pela Reprise Records nos Estados Unidos.  Track também lançou o álbum Band of Gypsys, mas para resolver uma disputa contratual americana, foi lançado pela Capitol Records nos EUA.  O álbum da trilha sonora de Woodstock foi lançado pela Atlantic Records e sua subsidiária Cotillion Records nos EUA.  Ao longo dos anos, o catálogo de Hendrix foi administrado por diferentes gravadoras, incluindo a sucessora de Track, a Polydor Records na Europa e no Reino Unido, e a MCA Records.  Em 2010, a Legacy Recordings da Sony tornou-se distribuidora exclusiva das gravações administradas pela Experience Hendrix, uma empresa familiar. Seus álbuns originais foram relançados, às vezes com novas artes, mixagens e material bônus.
O trabalho de Hendrix como acompanhante aparece em diversas gravadoras.  Depois de se tornar popular, Hendrix contribuiu para gravações de vários artistas diferentes.  Além dos singles e álbuns legítimos lançados antes de sua morte, foram lançados dois álbuns com demos e outtakes gravados com Curtis Knight com capas e títulos enganosos, que Hendrix denunciou publicamente.  Após sua morte, muitos outros álbuns desse tipo apareceram. 

## Álbuns

### Álbuns de estúdio
| Ano  | Detalhes                                                            | Detalhes                                                           | Pico nas Paradas | Pico nas Paradas | Pico nas Paradas | Certificações (Vendas)                |
| Ano  | Detalhes                                                            | Detalhes                                                           | US               | UK               | Outros           | Certificações (Vendas)                |
| Ano  | Lançamento nos EUA                                                  | Lançamento no Reino Unido                                          | US               | UK               | Outros           | Certificações (Vendas)                |
| ---- | ------------------------------------------------------------------- | ------------------------------------------------------------------ | ---------------- | ---------------- | ---------------- | ------------------------------------- |
| 1967 | Are You Experienced                                                 | Are You Experienced                                                | 5                | 2                | [ Nota 2 ]       | - RIAA: 5× Multi Platinum - BPI: Ouro |
| 1967 | - Lançamento: 23 de agosto de 1967 - Gravadora: Reprise (RS 6261)   | - Lançamento: 12 de maio de 1967 - Gravadora: Track (612 001)      | 5                | 2                | [ Nota 2 ]       | - RIAA: 5× Multi Platinum - BPI: Ouro |
| 1967 | Axis: Bold as Love                                                  | Axis: Bold as Love                                                 | 3                | 5                | [ Nota 3 ]       | - RIAA: Platina - BPI: Ouro           |
| 1967 | - Lançamento: 15 de janeiro de 1968 - Gravadora: Reprise (RS 6281)  | - Lançamento: 1 de dezembro de 1967 - Gravadora: Track (613 003)   | 3                | 5                | [ Nota 3 ]       | - RIAA: Platina - BPI: Ouro           |
| 1968 | Electric Ladyland                                                   | Electric Ladyland                                                  | 1                | 6                | [ Nota 4 ]       | - RIAA: 2× Multi Platina - BPI: Ouro  |
| 1968 | - Lançamento: 16 de outubro de 1968 - Gravadora: Reprise (2RS 6307) | - Lançamento: 25 de outubro de 1968 - Gravadora: Track (613 008/9) | 1                | 6                | [ Nota 4 ]       | - RIAA: 2× Multi Platina - BPI: Ouro  |

### Álbuns ao vivo
| Ano                                                                                    | Detalhes                                                                  | Detalhes                                                                  | Pico nas Paradas | Pico nas Paradas | Pico nas Paradas | Certificações (Vendas)   |
| Ano                                                                                    | Detalhes                                                                  | Detalhes                                                                  | US               | UK               | Outros           | Certificações (Vendas)   |
| Ano                                                                                    | Lançamento nos EUA                                                        | Lançamento no Reino Unido                                                 | US               | UK               | Outros           | Certificações (Vendas)   |
| -------------------------------------------------------------------------------------- | ------------------------------------------------------------------------- | ------------------------------------------------------------------------- | ---------------- | ---------------- | ---------------- | ------------------------ |
| 1970                                                                                   | Band of Gypsys                                                            | Band of Gypsys                                                            | 5                | 6                | [ Nota 5 ]       | - RIAA: 2× Multi Platina |
| 1970                                                                                   | - Lançamento: 25 de março de 1970 - Gravadora: Capitol (STAO-472)         | - Lançamento: 12 de junho de 1970 - Gravadora: Track (2406 001)           | 5                | 6                | [ Nota 5 ]       | - RIAA: 2× Multi Platina |
| 1970                                                                                   | Woodstock: Music from the Original Soundtrack and More                    | Woodstock: Music from the Original Soundtrack and More                    | 1                | 35               | [ Nota 7 ]       | - RIAA: 2× Multi Platina |
| 1970                                                                                   | - Lançamento: 27 de maio de 1970 - Gravadora: Cotillion (SD 3500)         | - Lançamento: Junho de 1970 - Gravadora: Atlantic (K60001)                | 1                | 35               | [ Nota 7 ]       | - RIAA: 2× Multi Platina |
| 1970                                                                                   | Historic Performances Recorded at the Monterey International Pop Festival | Historic Performances Recorded at the Monterey International Pop Festival | 16               | —                | [ Nota 9 ]       | - RIAA: Ouro             |
| 1970                                                                                   | - Lançamento: 26 de agosto de 1970 - Gravadora: Reprise (MS 2029)         | Não lançado                                                               | 16               | —                | [ Nota 9 ]       | - RIAA: Ouro             |
| "—" denota um lançamento que não entrou nas paradas ou não foi emitido naquela região. |                                                                           |                                                                           |                  |                  |                  |                          |

### Álbuns de compilação
| Ano                                                                                    | Detalhes                                                         | Detalhes                                                      | Pico nas Paradas | Pico nas Paradas | Pico nas Paradas | Certificações (Vendas)                |
| Ano                                                                                    | Detalhes                                                         | Detalhes                                                      | US               | UK               | Outros           | Certificações (Vendas)                |
| Ano                                                                                    | Lançamento nos EUA                                               | Lançamento no Reino Unido                                     | US               | UK               | Outros           | Certificações (Vendas)                |
| -------------------------------------------------------------------------------------- | ---------------------------------------------------------------- | ------------------------------------------------------------- | ---------------- | ---------------- | ---------------- | ------------------------------------- |
| 1968                                                                                   | Smash Hits                                                       | Smash Hits                                                    | 6                | 4                | [ Nota 11 ]      | - RIAA: 2× Multi Platina - BPI: Prata |
| 1968                                                                                   | - Lançamento: 30 de julho de 1969 - Gravadora: Reprise (MS-2025) | - Lançamento: 12 de abril de 1968 - Gravadora: Track (613004) | 6                | 4                | [ Nota 11 ]      | - RIAA: 2× Multi Platina - BPI: Prata |
| 1968                                                                                   | Electric Jimi Hendrix                                            | Electric Jimi Hendrix                                         | —                | —                | —                |                                       |
| 1968                                                                                   | Não lançado                                                      | - Lançamento: 1968 - Gravadora: Track (2856 002)              | —                | —                | —                |                                       |
| "—" denota um lançamento que não entrou nas paradas ou não foi emitido naquela região. |                                                                  |                                                               |                  |                  |                  |                                       |

## Singles
| 1966                                                                                   | "Hey Joe" / "Stone Free" - Lançamento: 16 de dezembro de 1966 (UK) - Gravadora: Polydor (56139)                                                     | —  | 6  | [ Nota 13 ] | Are You Experienced (edições expandidas de CD com faixas do Reino Unido e dos EUA) |
| 1967                                                                                   | "Purple Haze" / "51st Anniversary" - Lançamento: 17 de março de 1967 (UK) - Gravadora: Track (604001)                                               | —  | 3  | [ Nota 14 ] | Are You Experienced (edições expandidas de CD com faixas do Reino Unido e dos EUA) |
| 1967                                                                                   | "Hey Joe" / "51st Anniversary" - Lançamento: 1 de maio de 1967 (US) - Gravadora: Reprise (0572)                                                     | —  | —  | —           | Are You Experienced (edições expandidas de CD com faixas do Reino Unido e dos EUA) |
| 1967                                                                                   | "The Wind Cries Mary" / "Highway Chile" - Lançamento: 5 de maio de 1967 (UK) - Gravadora: Track (604004)                                            | —  | 6  | [ Nota 15 ] | Are You Experienced (edições expandidas de CD com faixas do Reino Unido e dos EUA) |
| 1967                                                                                   | "Purple Haze" / "The Wind Cries Mary" - Lançamento: 19 de junho de 1967 (EUA) - Gravadora: Reprise (0597)                                           | 65 | —  | —           | Are You Experienced (edições expandidas de CD com faixas do Reino Unido e dos EUA) |
| 1967                                                                                   | "Burning of the Midnight Lamp" / "The Stars That Play with Laughing Sam's Dice" - Lançamento: 19 de agosto de 1967 (UK) - Gravadora: Track (604007) | —  | 18 | [ Nota 16 ] | Smash Hits (UK), Electric Ladyland                                                 |
| 1967                                                                                   | "Foxy Lady" / "Hey Joe" - Lançamento: 13 de dezembro de 1967 (EUA) - Gravadora: Reprise (0641)                                                      | 67 | —  | [ Nota 18 ] | Are You Experienced                                                                |
| 1968                                                                                   | "Up from the Skies" / "One Rainy Wish" - Lançamento: 26 de fevereiro de 1968 (EUA) - Gravadora: Reprise (0665)                                      | 82 | —  | —           | Axis: Bold as Love                                                                 |
| 1968                                                                                   | "All Along the Watchtower" / "Burning of the Midnight Lamp" - Lançamento: 2 de setembro de 1968 (EUA) - Gravadora: Reprise (0767)                   | 20 | —  | —           | Electric Ladyland                                                                  |
| 1968                                                                                   | "All Along the Watchtower" / "Long Hot Summer Night" - Lançamento: 18 de outubro de 1968 (UK) - Gravadora: Track (604025)                           | —  | 5  | [ Nota 19 ] | Electric Ladyland                                                                  |
| 1968                                                                                   | "Crosstown Traffic" / "Gypsy Eyes" - Lançamento: 18 de novembro de 1968 (EUA), 4 de abril de 1969 (UK) - Gravadora: Reprise (0792), Track (604029)  | 52 | 37 | [ Nota 20 ] | Electric Ladyland                                                                  |
| 1969                                                                                   | "Stone Free" / "If 6 Was 9" - Lançamento: 15 de setembro de 1969(EUA) - Gravadora: Reprise (0853)                                                   | —  | —  | —           | Smash Hits (EUA)                                                                   |
| 1969                                                                                   | "Let Me Light Your Fire" / "Burning of the Midnight Lamp" - Lançamento: 14 de novembro de 1969 (UK) - Gravadora: Track (604033)                     | —  | —  | —           | Smash Hits (UK)                                                                    |
| 1970                                                                                   | "Stepping Stone" / "Izabella" como Hendrix Band of Gypsys - Lançamento: 13 de abril de 1970 (EUA) - Gravadora: Reprise (0905)                       | —  | —  | —           | Kiss the Sky, Voodoo Child                                                         |
| "—" denota um lançamento que não entrou nas paradas ou não foi emitido naquela região. | |    |    |             |                                                                                    |

## Hendrix como músico de apoio

### Álbuns como músico de apoio
| Ano                                                  | Artista                    | Título | Músicas (guitarra, exceto onde indicado) | Pico nas Paradas | Pico nas Paradas |
| Ano                                                  | Artista                    | Título | Músicas (guitarra, exceto onde indicado) | US               | UK               |
| ---------------------------------------------------- | -------------------------- | --- | --- | ---------------- | ---------------- |
| 1965                                                 | Don Covay & The Goodtimers | Mercy! - Lançamento: Janeiro de 1965 (EUA) - Gravadora: Atlantic (8104)                                                             | "Mercy, Mercy", "Can't Stay Away" | —                | —                |
| 1967                                                 | Curtis Knight              | Get That Feeling - Lançamento: Dezembro de 1967 (EUA), 30 de dezembro de 1967 (UK) - Gravadora: Capitol (ST-2856), London (SH 8349) | Todas as oito canções | 75               | 39               |
| 1968                                                 | McGough & McGear           | McGough & McGear - Lançamento: Abril de 1968 (UK) - Gravadora: Parlophone (PCS 7047)                                                | "So Much", "Ex Art Student" | —                | —                |
| 1968                                                 | Curtis Knight              | Flashing/Jimi Hendrix Plays Curtis Knight Sings - Lançamento: Dezembro de 1968 (US) - Gravadora: Capitol (ST-2894)                  | Todas as nove canções | —                | —                |
| 1968                                                 | Curtis Knight              | The Great Jimi Hendrix in New York - Lançamento: Dezembro de 1968 (NL) - Gravadora: London (379 008 XNU)                            | Todas as canções exceto "My Heart Is Higher" | —                | —                |
| 1969                                                 | Eire Apparent              | Sunrise - Lançamento: 12 de maio de 1969 (UK), 1969 (EUA) - Gravadora: Buddah (203 021), Buddah (BDS 5031)                          | "Yes I Need Someone", "The Clown", "Captive in the Sun", "Mr. Guy Fawkes","Someone Is Sure To (Want You)", "Morning Glory", "Magic Carpet", "Let Me Stay" | —                | —                |
| 1969                                                 | King Curtis                | Instant Groove - Lançamento: Junho de 1969 (EUA) - Gravadora: Atco (SD 33-293)                                                      | "Instant Groove" | 127              | —                |
| 1969                                                 | Fat Mattress               | Fat Mattress - Lançamento: 15 de agosto de 1969 (UK), Agosto de 1969 (EUA) - Gravadora: Polydor (583 056), Atco (SD 33-309)         | "How Can I Live" (percussão) | 134              | —                |
| 1970                                                 | Timothy Leary              | You Can Be Anyone This Time Around - Lançamento: Abril de 1970 (EUA) - Gravadora: Douglas (1)                                       | "Live and Let Live" (baixo) | —                | —                |
| "—" denota um lançamento que não entrou nas paradas. |                            | | |                  |                  |

### Singles como músico de apoio
| Ano                                                  | Artista                                | Título | Pico nas Paradas | Pico nas Paradas | Álbum póstumo de Hendrix                           |
| Ano                                                  | Artista                                | Título | US R&B           | US               | Álbum póstumo de Hendrix                           |
| ---------------------------------------------------- | -------------------------------------- | --- | ---------------- | ---------------- | -------------------------------------------------- |
| 1964                                                 | The Isley Brothers                     | "Testify, Part I" / "Testify, Part II" - Lançamento: Junho de 1964 (EUA) - Gravadora: T-Neck (45-501)                                                                                   | —                | —                | West Coast Seattle Boy: The Jimi Hendrix Anthology |
| 1964                                                 | Don Covay & The Goodtimers             | "Mercy, Mercy" / "Can't Stay Away" - Lançamento: Agosto de 1964 (EUA) - Gravadora: Rosemart (45-801)                                                                                    | —                | 35               | West Coast Seattle Boy: The Jimi Hendrix Anthology |
| 1965                                                 | Frank Howard & The Commanders          | "I'm So Glad" / (Nenhum lado B) - Lançamento: 1965 (EUA) - Gravadora: Barry (1008) | —                | —                | West Coast Seattle Boy: The Jimi Hendrix Anthology |
| 1965                                                 | Rosa Lee Brooks                        | "My Diary" / "Utee" - Lançamento: Junho de 1965 (EUA) - Gravadora: Revis (1013) | —                | —                | West Coast Seattle Boy: The Jimi Hendrix Anthology |
| 1965                                                 | The Isley Brothers                     | "Move Over and Let Me Dance" / "Have You Ever Been Disappointed" - Lançamento: Setembro de 1965 (EUA) - Gravadora: Atlantic (45-2303)                                                   | —                | —                | West Coast Seattle Boy: The Jimi Hendrix Anthology |
| 1965                                                 | Little Richard                         | "I Don't Know What You've Got but It's Got Me, Part I" / "I Don't Know What You've Got but It's Got Me, Part II" - Lançamento: 1 de outubro de 1965 (EUA) - Gravadora: Vee-Jay (VJ-698) | 12               | 92               | West Coast Seattle Boy: The Jimi Hendrix Anthology |
| 1965                                                 | Little Richard                         | "Dancing All Around the World" / "What You've Got" ("I Don't Know...") - Lançamento: 1 de outubro de 1965 (EUA) - Gravadora: Vee-Jay (VJ-698)                                           | —                | —                | West Coast Seattle Boy: The Jimi Hendrix Anthology |
| 1966                                                 | Ray Sharpe e The King Curtis Orchestra | "Help Me (Get the Feeling), Part I" / "Help Me (Get the Feeling), Part II" - Lançamento: Primavera de 1966 (EUA) - Gravadora: Atco (45-6402)                                            | —                | —                | West Coast Seattle Boy: The Jimi Hendrix Anthology |
| 1966                                                 | Curtis Knight                          | "How Would You Feel" / "Welcome Home" - Lançamento: Abril de 1966 (EUA) - Gravadora: RSVP (1120)                                                                                        | —                | —                | You Can't Use My Name: The RSVP/PPX Sessions       |
| 1966                                                 | Lonnie Youngblood                      | "Go Go Shoes" / "Go Go Place" - Lançamento: Depois de junho de 1966 (EUA) - Gravadora: Fairmount (F-1002)                                                                               | —                | —                | Nenhum                                             |
| 1966                                                 | The Icemen                             | "(My Girl) She's a Fox" / "(I Wonder) What It Takes" - Lançamento: Final de 1966 (EUA) - Gravadora: Samar (S-111)                                                                       | —                | —                | West Coast Seattle Boy                             |
| 1966                                                 | Jimmy Norman                           | "You're Only Hurting Yourself" / "That Little Old Groovemaker" - Lançamento: Final de 1966 (EUA) - Gravadora: Samar (S-112)                                                             | —                | —                | West Coast Seattle Boy                             |
| 1966                                                 | Curtis Knight and The Squires          | "Hornet's Nest" / "Knock Yourself Out" - Lançamento: Final de 1966 (EUA) - Gravadora: RSVP (758)                                                                                        | —                | —                | You Can't Use My Name                              |
| 1967                                                 | Lonnie Youngblood                      | "Soul Food (That's a What I Like)" / "Goodbye Bessie Mae" - Lançamento: 1967 (EUA) - Gravadora: Fairmount (F-1022)                                                                      | —                | —                | Nenhum                                             |
| 1967                                                 | Jayne Mansfield                        | (Nenhum lado A) / "Suey" - Lançamento: 1967 (UK) - Gravadora: London (HL 10147) | —                | —                | Nenhum                                             |
| 1967                                                 | Curtis Knight                          | "You Don't Want Me" / "How Would You Feel" - Lançamento: 11 de agosto & 17 de agosto de 1967 (UK) - Gravadora: London (5.620), Track (604 009)                                          | —                | —                | You Can't Use My Name                              |
| 1967                                                 | Curtis Knight                          | "Hush Now" / "Flashing" - Lançamento: 10 de outubro de 1967 (UK) - Gravadora: London (HL 10160)                                                                                         | —                | —                | Nenhum                                             |
| 1968                                                 | Billy Lamont                           | "Sweet Thang" / "Please Don't Leave" - Lançamento: 1968 (EUA) - Gravadora: 20th Century Fox Records (6707)                                                                              | —                | —                | West Coast Seattle Boy                             |
| 1969                                                 | Curtis Knight                          | "Day Tripper" / "Love, Love" - Lançamento: 1969 (NL) - Gravadora: London (FLX 3224) | —                | —                | Nenhum                                             |
| 1969                                                 | Eire Apparent                          | "Rock 'n' Roll Band" / "Yes I Need Someone" - Lançamento: 21 de março de 1969 (UK), 1969 (EUA) - Gravadora: Buddah (201039), Buddah (2011-117)                                          | —                | —                | Nenhum                                             |
| 1969                                                 | King Curtis                            | "Instant Groove" / (Nenhum lado B) - Lançamento: 1969 (EUA) - Gravadora: Atco (6680) | 35               | 127              | West Coast Seattle Boy                             |
| "—" denota um lançamento que não entrou nas paradas. |                                        | |                  |                  |                                                    |